# Estrellas
Estrellas è il settimo album discografico in studio del gruppo musicale francese di origine gitana spagnola Gipsy Kings, pubblicato nel 1995.

## Tracce
1. La Rumba de Nicolas – 3:56
2. A Ti a Ti – 3:36
3. Siempre Acaba Tu Vida – 4:57
4. Forever – 3:53
5. Mujer – 4:17
6. Campesino – 3:30
7. Cataluña – 3:41
8. Igual Se Entonces – 3:59
9. Pajarito – 3:06
10. Tierra gitana – 3:28
11. A Tu Vera – 3:12
12. Mi Corazon – 4:29
13. Estrellas – 3:32

## Formazione

### Gipsy Kings
- Nicolas Reyes - voce principale, chitarra
- Patchai Reyes - chitarra
- Pablo Reyes - chitarra
- Canut Reyes - chitarra
- Diego Baliardo - chitarra
- Paco Baliardo - chitarra
- Tonino Baliardo - chitarra

### Altri musicisti
- Gerard Prevost - basso
- Negrito Trasante-Crocco - batteria, percussioni
- Georges Reyes - chitarra acustica
- Dominique Droin - tastiere

## Classifiche
| Paese    | Posizione più alta |
| -------- | ------------------ |
| Austria  | 25                 |
| Svizzera | 30                 |